# Bronzetti

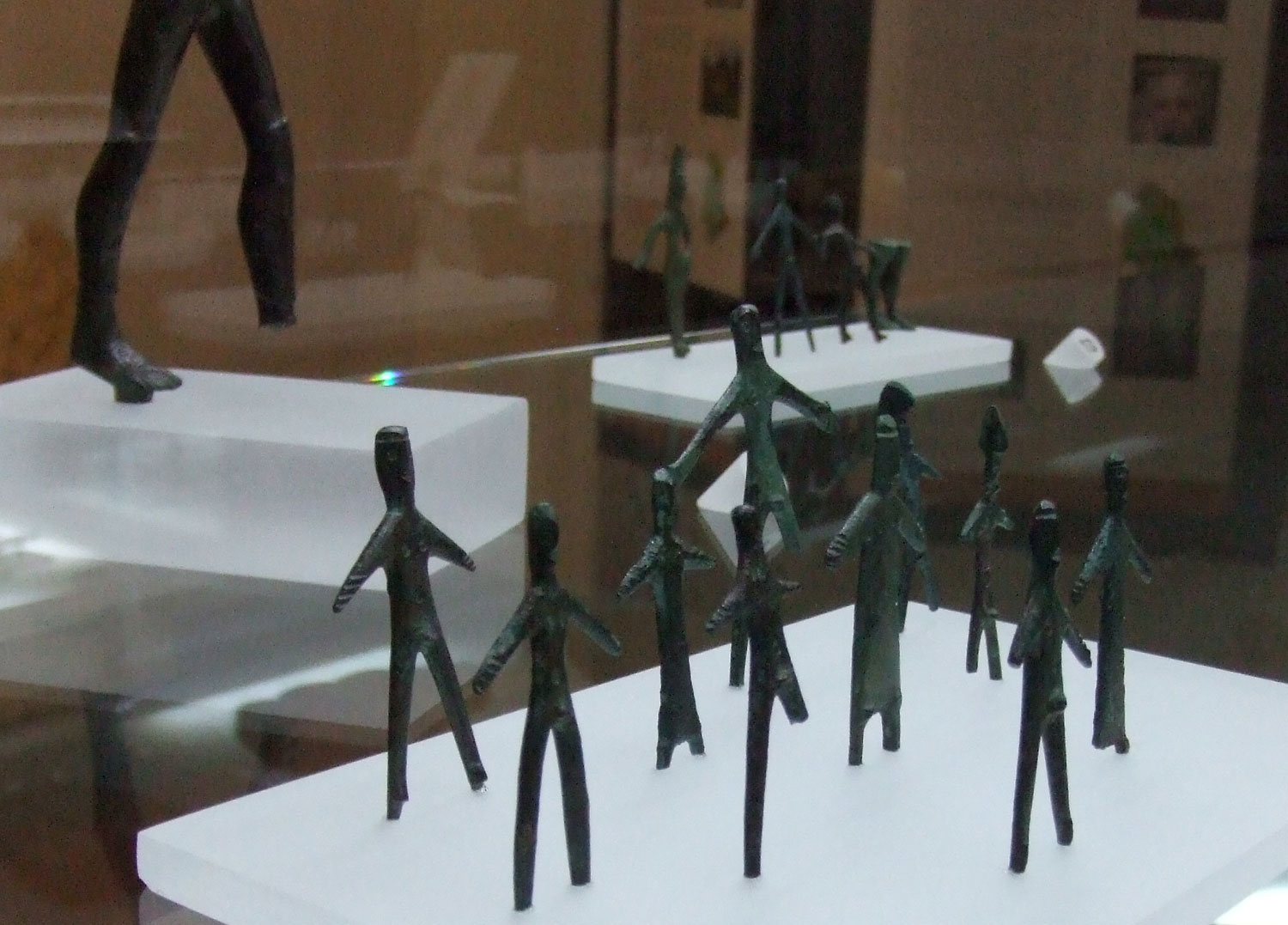
Vitrine de bronzetti au Musée national d'archéologie de l'Ombrie de Pérouse.

Les bronzetti (pluriel de bronzetto italien) désignent de petits objets en bronze anthropomorphes ce qui leur donne leur nom de « petits bronzes ».
Le terme italien s'est imposé en français par la multitude d'objet de cette désignation d'origine nuragique, étrusque et romaine découverts en Italie.
Le terme désigne par extension tout objet en bronze de petite taille, d'apparence humaine ou animale, figuré en entier ou en partie. Le parc archeologique de Seleni en sardaigne a des contenus de culture nuragique appelés bronzes nuragiques.

## Destination
Ces objets ont une vocation d'ex-voto, dont le but commun est  de combattre la maladie, de conjurer un mauvais sort, d'accompagner le défunt dans son tombeau, d'honorer une divinité, avec ou non des inscriptions dédicatoires. On compte parmi deux:
- des petites figurines, représentant de simples formes humaines très stylisées;
- de longues statuettes filiformes en bronze représentant de figures enfantines sexuées : Ombra della sera de Volterra, ou sa version couronnée de Pérouse.

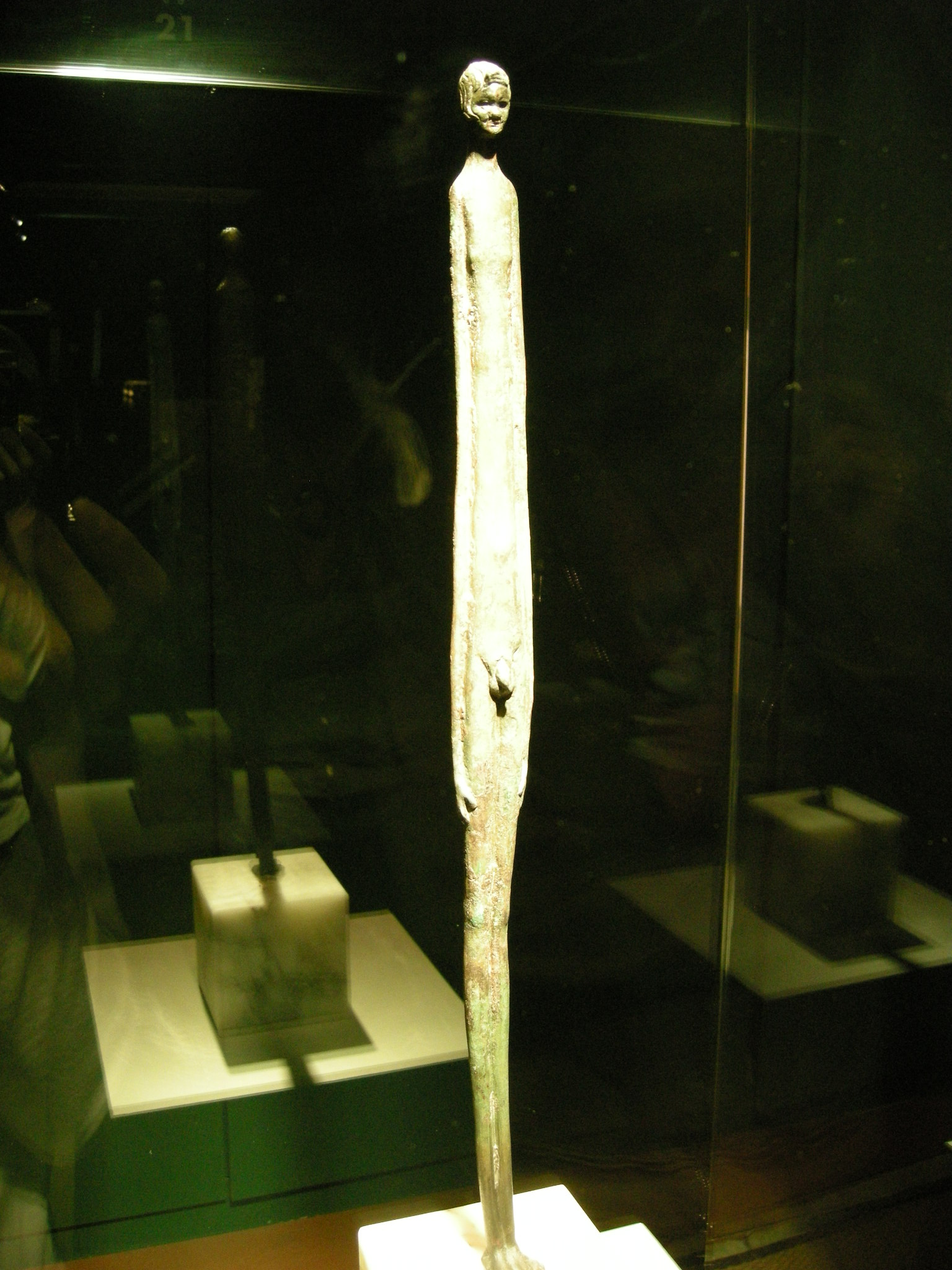
L'Ombra della sera de Volterra (musée Guarnacci).
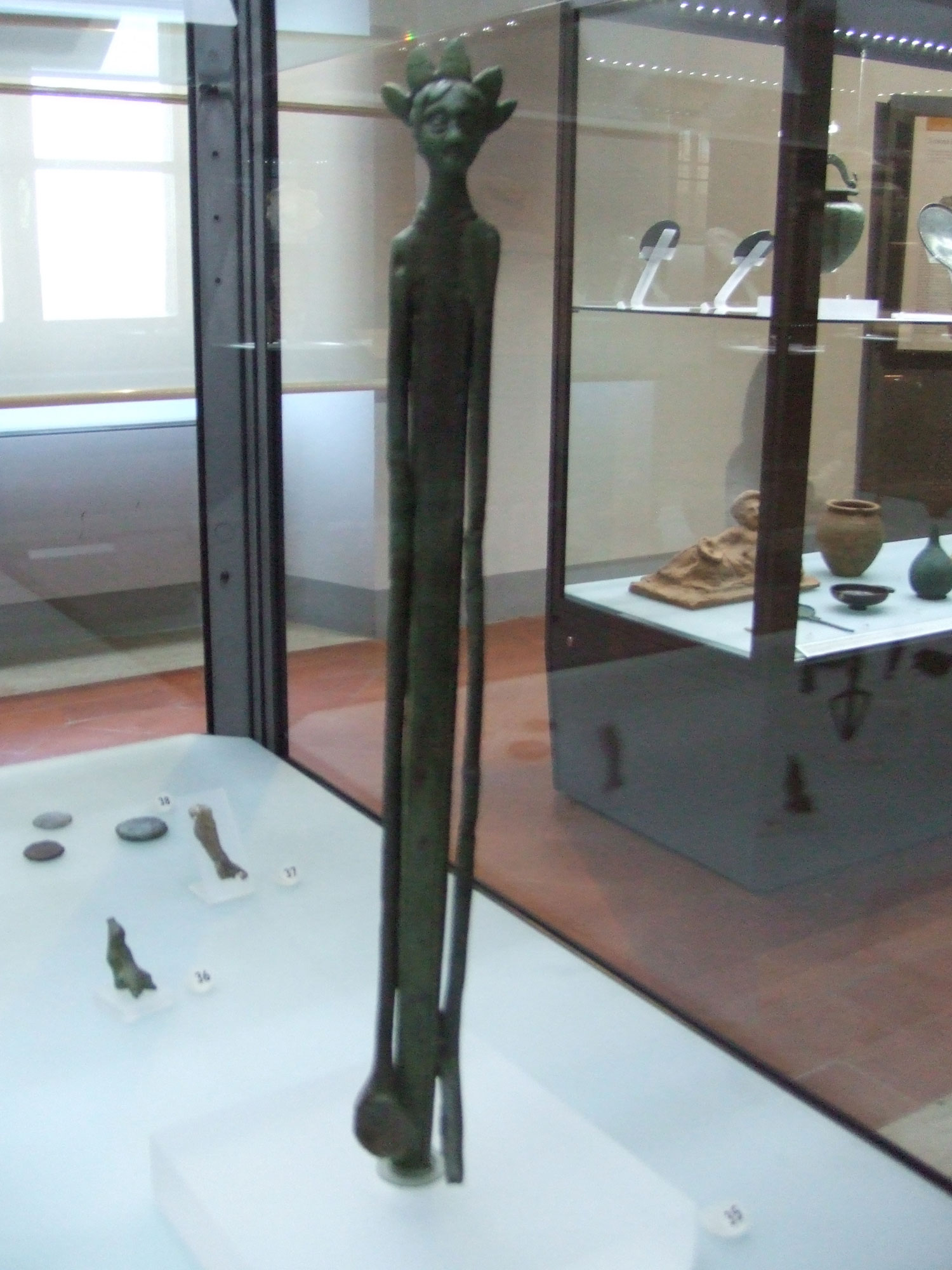
Statuette filiforme couronnée de Pérouse.
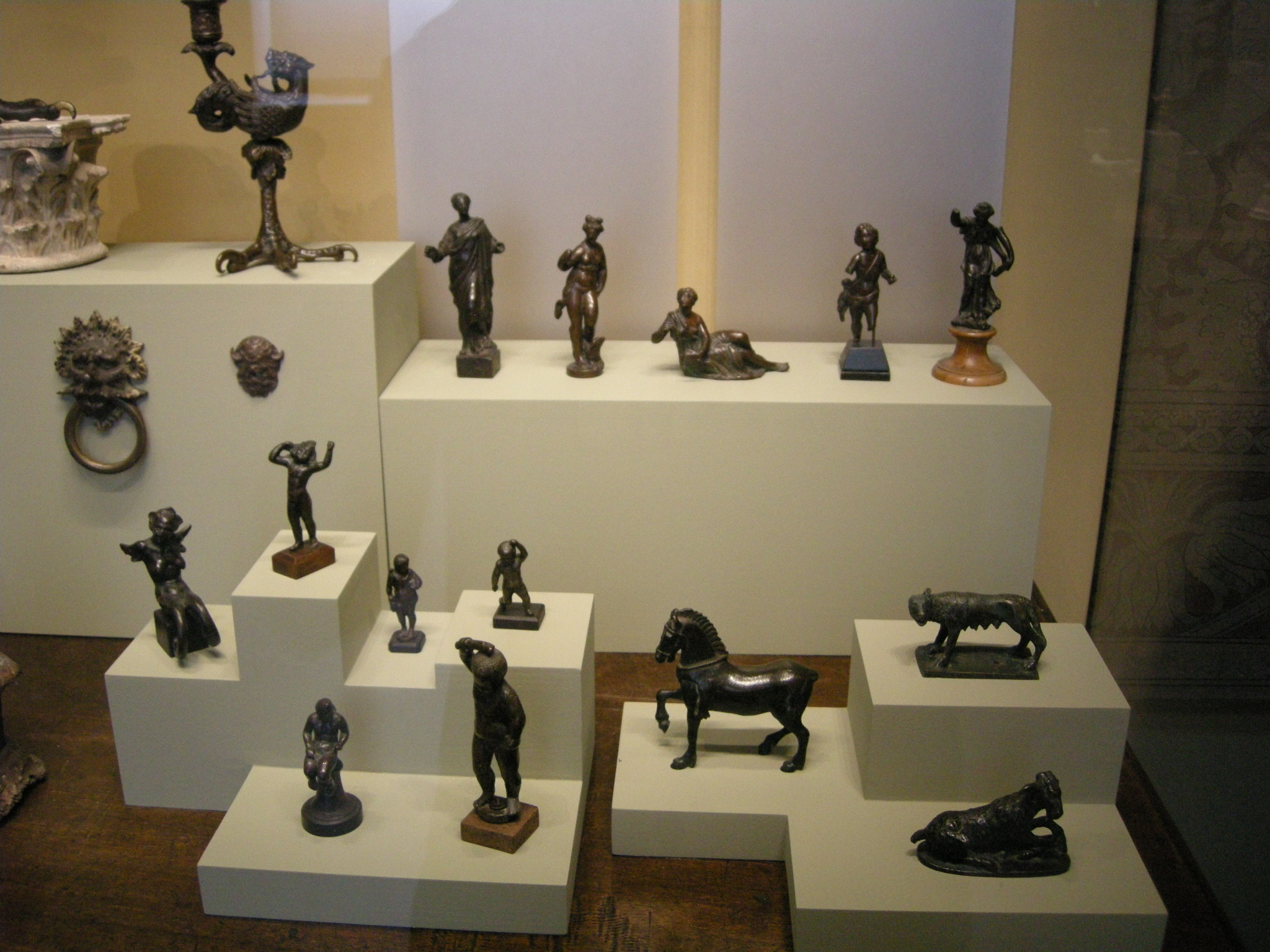
Salle des Bronzetti du musée Bardini de Florence.

Pendant la proto-histoire étrusque, la période villanovienne, beaucoup de ces objets étrusques ont été retrouvées dans des urnes-cabanes.
Des périodes postérieures, beaucoup de ces petites pièces ont été dispersées par les pillages des tombes excavées par les tombaroli « les pilleurs de tombes italiens » (site de Monterozzi, par exemple).